# Godelieve (opera)
Godelieve is een romantische opera gecomponeerd door de Vlaamse componist Edgar Tinel met teksten geschreven door Hilda Ram en handelt over het leven van de heilige Godelieve van Gistel.
Het stuk werd voor de eerste maal uitgevoerd te Brussel ter gelegenheid van de wereldtentoonstelling van 1897. Er volgden nog verschillende voorstellingen in binnen- en buitenland. Godelieve is een muziekdrama dat zowat 3,5 uren duurt en is geschreven voor groot koor, orkest en solist.
De laatste uitvoering had plaats in 1965 in de Koningin Elisabethzaal te Antwerpen. Tijdens de viering van het 550-jarig bestaan van de Sint-Godelieveprocessie te Gistel in 2009 werd het stuk aldaar opnieuw opgevoerd onder leiding van de Nederlandse dirigent en componist Paul van Gulick.